# Łęczyce (Pommeren)
Łęczyce (Duits: Lanz) is een dorp in het Poolse woiwodschap Pommeren, in het district Wejherowski. De plaats maakt deel uit van de gemeente Łęczyce en telt 1945 inwoners.